# いちばん!エクスプレス
いちばん!エクスプレスは、TBS系で平日の4:55→5:00 - 6:00に1999年3月29日から2002年3月29日まで放送されていた朝の報道番組。『エクスプレス』直前に放送されていた。
前番組はTBS以外には静岡放送しかネット局がなかったことから関東ローカル前提の内容であったのに対し、全国向けの放送を考慮した内容となった（開始当初から後半のみ毎日放送や中部日本放送へネットされている）。これに伴い、5:30に地方局向け飛び乗りポイントが設けられていた。
後続の番組が『エクスプレス』から『おはよう!グッデイ』に変更されたため、『いちばん!』に改題されて終了した。

## 出演者
- 清原久美子
- 河合薫（気象予報士）
- 稲増龍夫（コメンテーター）
- 湯浅卓（コメンテーター）
- 藁谷友紀（コメンテーター）
- 秋尾沙戸子（コメンテーター）
- 田畑光永（コメンテーター）
- 草薙厚子（金曜：コーナー担当）

## 番組ネット局
【4:55→5:00 - 6:00】
- 東京放送（TBS）
- 静岡放送（SBS）
- RKB毎日放送（RKB）

【5:30 - 6:00】
- 新潟放送（BSN）

2001年10月1日開始。それまではJNNニュースバードを同時ネットしていた。
- 中部日本放送（CBC）

当番組開始までは、自社制作番組などを放送していた。
- 毎日放送（MBS）
- 山陽放送（RSK）

上記の2局は、朝ダッシュ!の後番組としてスタート。
| TBS系 平日早朝の情報番組枠 | TBS系 平日早朝の情報番組枠 | TBS系 平日早朝の情報番組枠 |
| 前番組                     | 番組名                     | 次番組                     |
| -------------------------- | -------------------------- | -------------------------- |
| お天気クジラ               | いちばん!エクスプレス      | いちばん!                  |